# Yinlips YDP-G19
Yinlips YDP-G19 — портативная игровая консоль, выпущенная в 2012 году китайской компанией Yinlips. Выпускается предприятием Kingeda. Относится к седьмому поколению. Работает под управлением операционной системы Android 4.0 Ice Cream Sandwich, за счёт чего способна выполнять функции медиаплеера и планшета, а также поддерживает эмуляцию других игровых консолей.
Устройство имеет значительное внешнее и конструктивное сходство с Sony PlayStation Vita. Тем не менее, из-за особенностей китайского законодательства это не привело к юридическим последствиям для Yinlips и её партнёров.

## Описание
Материалом корпуса является чёрный глянцевый пластик, что делает очень заметными царапины и отпечатки пальцев. На лицевой стороне находятся 5-дюймовый сенсорный экран, фронтальная камера, крестовина, мини-джойстик, кнопки, два индикатора. На заду нетрудно разглядеть основную камеру 5 Мп, фактурные впадины для удержания и логотип производителя. На верхнем торце слева находится левый шифт, кнопка включения/выключения, HDMI-разъем, кнопка домой и кнопка входа в дополнительные меню М. На нижнем торце имеются кнопка RESET, разъём питания, разъём MiniUSB, два разъёма для наушников, слот для карты памяти microSD, микрофон.
Производительность приставки неудовлетворительная: одноядерный 32-битный процессор GP33003 в сочетании с 512 МБ оперативной памяти с трудом обеспечивает работу Android, а видеоускоритель не справляется с 3D-играми. Кроме того, он не подходит для ресурсоёмких эмуляторов таких систем как PSP, PlayStation, Sega Saturn, Nintendo GameCube.

## Программное обеспечение
Приставка работает под управлением операционной системы Android 4.0 Ice Cream Sandwich. Имеется Google Play. Предустановлены эмуляторы нескольких игровых консолей (NES, SNES, Nintendo 64, Game Boy, Mega Drive, PlayStation и др.), а также ряд стандартных приложений Android.

## Аналоги
Как и многие другие китайские гаджеты, выпускалась под несколькими локальными брендами. Эти устройства отличаются от оригинала лишь логотипами на корпусе — технически и программно они в точности совпадают с оригиналом.
- Qumo GameBox 5
- Emote Alloy
- Smaggi AIO Smarti Multi Touch (A550)
- Func Master-01

## Обзоры
- Владимир Однокрылов. DFunc Func Master-01: обзор игрового плеера. F1CD (19 марта 2013). Дата обращения: 5 января 2018.
- Func Master-01: тест Android 4 планшета для детей. Reviews.ru. Дата обращения: 5 января 2018.
- Обзор приставки AIO Smarti MULTI-TOUCH. Trashbox.ru (5 августа 2013). Дата обращения: 5 января 2018.
- Обсуждение на 4PDA